# Marcel Benger
Marcel Benger (* 2. Juli 1998 in Krefeld) ist ein deutscher Fußballspieler.

## Karriere
Benger begann seine Karriere in der Jugend vom SC Bayer 05 Uerdingen, wo er bis 2011 blieb und anschließend in die Jugend des MSV Duisburg wechselte. Anschließend wechselte er 2014 in die Jugend von Borussia Mönchengladbach, für die er sowohl in der B-Junioren Bundesliga West als auch in der A-Junioren-Bundesliga West und der UEFA Youth League spielte. 2017 rückte er in den Seniorenbereich auf und spielte seitdem in der Regionalliga West für die zweite Mannschaft der Borussia. Am 15. Dezember 2017 kam er zu seinem Debüt für die erste Mannschaft, als er im Heimspiel gegen den Hamburger SV in der 89. Spielminute von Trainer Dieter Hecking für Reece Oxford eingewechselt wurde. Anschließend zählte er noch bei einem Bundesligaspiel zum Spieltagskader. Ab der Saison 2018/19 gehörte Benger wieder fest der zweiten Mannschaft an.
Zur Saison 2021/22 unterschrieb Benger beim Zweitligisten Holstein Kiel einen Vertrag bis 2024.
Im Sommer 2023 wechselte er zum Drittligisten SC Verl. Zwei Jahre später wechselte er zu Preußen Münster.